# Лисица и виноград
«Лиси́ца и виногра́д» — басня Ивана Андреевича Крылова, впервые опубликованная в 1808 году.

## История создания
Крылов написал басню «Лисица и виноград» в период рассвета своей биографической и творческой зрелости. Эта басня входит в один из девяти басенных сборников, которые появились ещё при его жизни.

## Сюжет
Сюжет басни, равно как и многих других крыловских басен, восходит к Эзопу, и до этого уже перерабатывался другими баснописцами, как например, Жаном де Лафонтеном.
Проголодавшаяся лиса забралась в сад, где увидела виноградную лозу. Захотев попробовать высоко висящий виноград, лиса принялась изо всех сил прыгать, но так ничего и не добившись, с обидой ушла, принявшись себя успокаивать:

На взгляд-то он [виноград] хорош,

Да зелен — ягодки нет зрелой:

Тотчас оскомину набьёшь.

Таким образом, басня осуждает готовность некоторых людей к принижению своей цели, если она недоступна для них. Часто в своих неудачах эти люди обвиняют кого угодно, кроме самого себя. Лиса пытается «сохранить лицо», не выглядеть в глазах окружающих проигрышно.

## Крылатые выражения
- «Зелен виноград».
- «Хоть видит око, да зуб неймёт». Впоследствии стала пословицей.